# Wonder Woman (serial telewizyjny)
Wonder Woman – amerykański serial przygodowy, emitowany w latach 1975–1979. Serial zrealizowano na podstawie serii komiksów o Wonder Woman.
Serial został poprzedzony przez film telewizyjny pod tytułem The New, Original Wonder Woman z 1975 roku, który zaowocował powstaniem serialu. Serial doczekał się trzech sezonów (film pilotażowy i pierwszy sezon na stacji ABC w latach 1976–1977 i dwa kolejne, emitowane już na stacji CBS w latach 1977–1979). Akcja pierwszego sezonu rozgrywała się w czasach II wojny światowej i skupiała się na starciach wojowniczki z nazistami. Serial okazał się wielkim sukcesem, głównie dzięki umowności fabuły oraz kreacji Lyndy Carter, odtwórczyni głównej roli
. Wahania wytwórni telewizyjnej, co do dalszej przyszłości serialu oraz oddaniu stacji CBS, która zmieniła konwencję (z lat 40. na współczesną), pogorszyły jego jakość i atrakcyjność odcinków. Skutkiem czego po zakończeniu emisji trzeciego sezonu serial został zdjęty z anteny.

## Obsada
- Lynda Carter – Wonder Woman / księżniczka Diana
- Lyle Waggoner – major Steven „Steve” Trevor
- John Randolph – generał Phillip Blankenship
- Red Buttons – Ashley Norman
- Debra Winger – Drusilla / Wonder Girl
- Richard Eastham – generał Phillip Blankenship
- Beatrice Colen – Etta Candy
- Norman Burton – Joe Atkinson
- Saundra Sharp – Eve

W epizodach wystąpili m.in.: John Saxon, René Auberjonois, Donnelly Rhodes, Mel Ferrer, Philip Michael Thomas, Robert Loggia, Bubba Smith, Judge Reinhold, Gary Burghoff, John Carradine, Cloris Leachman.